# Les Enquêtes de Miss Mallard
Les Enquêtes de Miss Mallard (A Miss Mallard Mystery) est une série télévisée d'animation britannico-sino-canadienne en 26 épisodes de 24 minutes produite par Cosgrove Hall Productions, Cinar et le Studio d'animation de Shanghai d'après les livres de Robert M. Quackenbush, et diffusée du 1er septembre au 24 novembre 2000 sur Teletoon en Canada et CBBC en le Royaume-Uni.
Au Québec, elle a été diffusée à partir du 20 novembre 2000 sur Télétoon. Elle reste inédite dans les autres pays francophones, sauf en France (diffusée sur France 3, puis sur France 5 dans Zouzous).

## Synopsis
La célèbre détective Marjorie Mallard et son neveu Willard Widgeon, inspecteur de la police suisse, ne laissent jamais passer l'occasion de faire équipe afin d'élucider un mystère.

## Voix

### Doublage anglophone
- Kate Hurman : Miss Marjorie Mallard
- Michael Rudder : Willard Widgeon
- Terrence Scammell : Inspecteur en chef Bufflehead

### Doublage québécois
- Johanne Garneau : Marguerite « Tantine » Mallard
- Alain Zouvi : Willie Widgen
- Christiane Labelle : Claudine Pilet

 Source et légende : version québécoise (VQ) sur Doublage.qc.ca

## Épisodes
1. Sauvons l'Amazonie (Lost in the Amazon)
2. En taxi vers le mystère (Taxi to Intrigue)
3. Le Téléphérique du Mont Catastrophe (Cable Car to Catastrophe)
4. Pousse-pousse pour un complot (Rickshaw to Horror)
5. La Cité perdue (Dig to Disaster)
6. Menace sous la mer (Evil Under the Sea)
7. Terreur en coulisse (Stage Door to Terror)
8. Mystère sur deux roues (Bicycle to Treachery)
9. Danger au Tibet (Danger in Tibet)
10. Danse sur le volcan (Surfboard to Peril)
11. L'Énigme du château hanté (Stairway to Doom)
12. La Vengeance du totem (Dogsled to Dread)
13. Vol à Venise (Gondola to Danger)
14. Calamité au Texas (Texas Trail to Calamity)
15. Fraude à bord du Nil-Express (Express Train to Trouble)
16. Bisbille à Séville (Flamenco to Mischief)
17. Le Fantôme diabolique (Hallway to Spite)
18. Boulevard du crime (Boulevard to Mayhem)
19. Le Village de la peur (Whistle Stop to Fear)
20. Danger sur les cimes (Jitney to Jeopardy)
21. Enquête spéciale sur station spatiale (Spaceship to Puzzlement)
22. Une orchidée pour Miss Malard (Stepping Stones to Gloom)
23. La Grande Roue du destin (Ferris Wheel to Deceit)
24. Le Trésor du pirate (Footbridge to Jitters)
25. Disparitions en Laponie (Snowmobile to Panic)
26. Le Mystère de l'escalier croulant (Escalator to Agony)